# 克利夫·里卡德
克利夫·里卡德（英語：Cliff Rickard，？—），澳大利亚男子斯诺克、乒乓球、田径运动员。他曾代表澳大利亚参加1972年夏季残疾人奥林匹克运动会，获得一枚银牌。